# Giovanni di Cosimo de' Medici

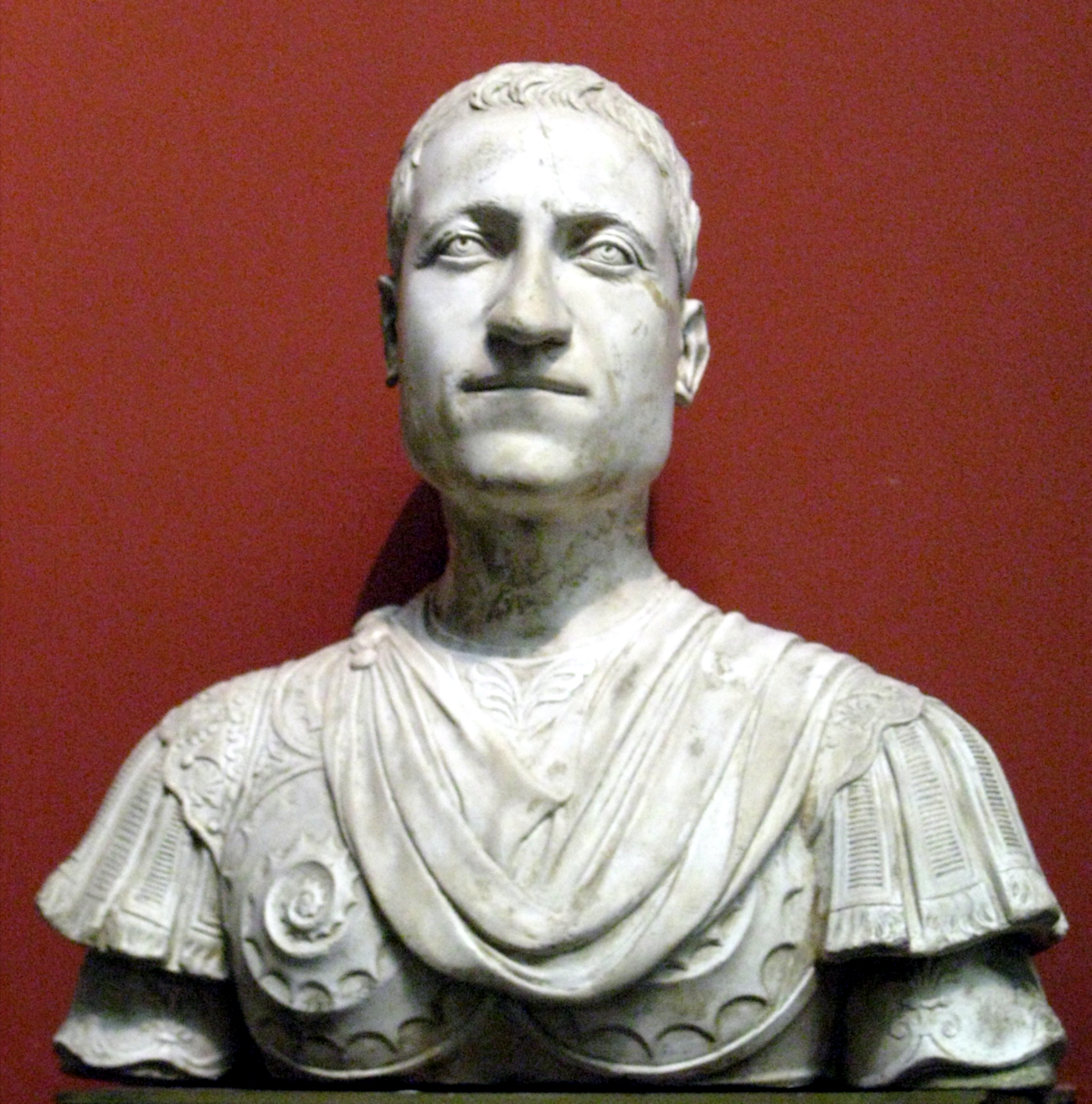
Copia del busto di Giovanni di Cosimo de' Medici al Museo nazionale del Bargello

Giovanni di Cosimo de' Medici (Firenze, 3 giugno 1421 – Firenze, 1º novembre 1463), secondogenito di Cosimo il Vecchio e Contessina de' Bardi, e fratello di Piero il Gottoso, fu uomo di cultura e mecenate di numerosi artisti rinascimentali.

## Biografia
Nato il 3 giugno del 1421 a Firenze, a differenza del fratello Piero egli godeva di una buona salute, per questo il padre lo vedeva come il suo più probabile successore in politica e negli affari di famiglia, anche se il suo carattere così propenso ai piaceri della vita, all'astrazione intellettuale, all'ozio non era giudicata una buona cosa dal severo padre.
Si iscrisse giovanissimo all'Arte del Cambio (1426) e in seguito all'Arte della Lana (1435). Iniziò l'apprendistato nel Banco Medici dal 1438, recandosi alla succursale di Ferrara. La sua educazione umanistica fu di alto livello e tra i suoi interessi fu particolarmente spiccato quello per la musica.
Nel 1447 collaborò con lo Studio fiorentino, l'Università cittadina. Nel 1454 fu eletto priore e un anno dopo fece parte della delegazione di ambasciatori inviati a Roma a salutare il nuovo papa Callisto III. Sempre nel 1455 divenne direttore generale del Banco Medici, ma il padre fu deluso della sua gestione, tanto che gli affiancò Francesco Sassetti.
Giovanni morì precocemente nel 1463, un anno prima del padre. Il suo decesso, probabilmente causato dalle malattie ereditarie che avevano reso debole il ramo principale dei Medici, fu additato come il frutto di una vita troppo dedita ai piaceri e agli amori.
Fu sepolto nella basilica di San Lorenzo e alcuni anni dopo venne realizzato un monumento funebre per lui e per il fratello Piero, opera di Andrea Verrocchio nella Sagrestia Vecchia.

## Discendenza
Sposò Ginevra degli Alessandri il 20 gennaio 1452, dalla quale ebbe solo un figlio, Cosimino (31 ottobre 1452 - 18 novembre 1459). Ebbe altri due figli illegittimi, Francesco e Giovanni, entrambi morti ancora in fasce.

## Mecenatismo

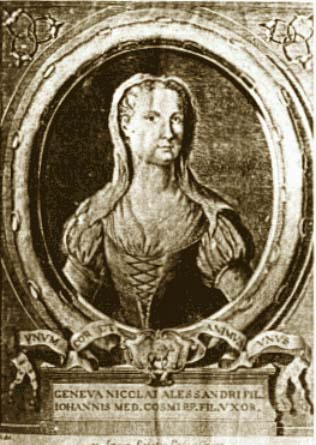
Ginevra degli Alessandri, moglie di Giovanni

Fu un appassionato collezionista di sculture, di monete, di manoscritti, di gemme, di strumenti musicali, eccetera.
Amante di Roma antica (in una lettera del 1423 ? Alberto Averardi lo informava del degrado dei monumenti antichi a Roma), commissionò opere ispirate ai marmi antichi, ma aggiornate al gusto moderno, per cui è considerato tra gli ispiratori dell'arte rinascimentale.
Nello spirito della riscoperta dell'antico fece costruire la Villa Medici a Fiesole, attribuita a Michelozzo, ma nella quale prese molto probabilmente parte attiva anche Leon Battista Alberti, che in una lettera chiamava Giovanni "amicissimo". La villa è considerata il primo esempio di villa rinascimentale, creata in posizione panoramica seguendo le descrizioni delle ville suburbane antiche descritte da Plinio il Giovane.
Anche le sculture da lui commissionate per decorare il Palazzo Medici in via Larga sono ispirate all'arte antica: per esempio il pregevole busto che lo ritrae di Mino da Fiesole (al Bargello) o le Dodici teste di Cesari, simili a medaglie antiche, realizzate da Desiderio da Settignano.
Altri artisti che lavorarono per lui furono Donatello, Domenico Veneziano, Filippo Lippi e il Pesellino, mentre i suoi acquisti prediligevano anche arazzi e dipinti fiamminghi, comprati tramite gli agenti del Banco Medici della filiale di Bruges.
Importante era anche la sua collezione di strumenti musicali per la quale teneva stanze apposite nella Villa di Fiesole. Tra i suoi amici musicisti vi furono Antonio Squarcialupi e Guglielmo di Dufy, cantore di Canterbury, mentre tra i letterati si contano Leonardo Dati, Francesco d'Altobianco Alberti, Ludovico Menfredi, Feo Belcari, Piero Ricci e il Burchiello, il massimo rappresentante della poesia giocosa a Firenze, che nonostante avesse scritto alcune pungenti invettive contro i Medici, accompagnò spesso Giovanni nei suoi soggiorni estivi alle terme presso Siena.
Consulente in materia artistica per le altre corti italiane, fu probabilmente lui che consigliò Piero della Francesca e Filippo Lippi a Sigismondo Malatesta per la decorazione del Tempio Malatestiano (1449). Ad Alfonso I d'Aragona, re di Napoli, regalò invece un trittico di Fra Filippo Lippi.
Per la sua viva intelligenza e spiccata inclinazione verso le arti e può essere considerato il precursore di Lorenzo il Magnifico, suo nipote.

## Ascendenza
|                               |                 |                                     | Genitori             |  |  | Nonni |  |  | Bisnonni                           |  |  | Trisnonni            |  |
|                               |                 |                                     |                      |  |  |       |  |  | Averardo di Chiarissimo de' Medici |  |  | Salvestro de' Medici |  |
|                               |                 |                                     |                      |  |  |       |  |  | Averardo di Chiarissimo de' Medici |  |  | Salvestro de' Medici |  |
|                               |                 | Lisa Donati                         |                      |  |  |       |  |  | Averardo di Chiarissimo de' Medici |  |  |                      |  |
| Giovanni di Bicci de' Medici  |                 |                                     |                      |  |  |       |  |  | Averardo di Chiarissimo de' Medici |  |  |                      |  |
|                               |                 | Giacoma degli Spini                 | Francesco Spini      |  |  |       |  |  |                                    |  |  |                      |  |
|                               |                 | Giacoma degli Spini                 | Francesco Spini      |  |  |       |  |  |                                    |  |  |                      |  |
|                               |                 | Giacoma degli Spini                 | …                    |  |  |       |  |  |                                    |  |  |                      |  |
| Cosimo de' Medici             |                 | Giacoma degli Spini                 |                      |  |  |       |  |  |                                    |  |  |                      |  |
|                               |                 | Edoardo Bueri                       | …                    |  |  |       |  |  |                                    |  |  |                      |  |
|                               |                 | Edoardo Bueri                       | …                    |  |  |       |  |  |                                    |  |  |                      |  |
|                               |                 | Edoardo Bueri                       | …                    |  |  |       |  |  |                                    |  |  |                      |  |
| Piccarda Bueri                |                 | Edoardo Bueri                       |                      |  |  |       |  |  |                                    |  |  |                      |  |
|                               |                 | …                                   | …                    |  |  |       |  |  |                                    |  |  |                      |  |
|                               |                 | …                                   | …                    |  |  |       |  |  |                                    |  |  |                      |  |
|                               |                 | …                                   | …                    |  |  |       |  |  |                                    |  |  |                      |  |
| Giovanni di Cosimo de' Medici |                 | …                                   |                      |  |  |       |  |  |                                    |  |  |                      |  |
|                               | Sozzo de' Bardi | …                                   |                      |  |  |       |  |  |                                    |  |  |                      |  |
|                               | Sozzo de' Bardi | …                                   |                      |  |  |       |  |  |                                    |  |  |                      |  |
|                               | Sozzo de' Bardi | …                                   |                      |  |  |       |  |  |                                    |  |  |                      |  |
| Alessandro de' Bardi          | Sozzo de' Bardi |                                     |                      |  |  |       |  |  |                                    |  |  |                      |  |
|                               |                 | anonima della casata degli Ubaldini | …                    |  |  |       |  |  |                                    |  |  |                      |  |
|                               |                 | anonima della casata degli Ubaldini | …                    |  |  |       |  |  |                                    |  |  |                      |  |
|                               |                 | anonima della casata degli Ubaldini | …                    |  |  |       |  |  |                                    |  |  |                      |  |
| Contessina de' Bardi          |                 | anonima della casata degli Ubaldini |                      |  |  |       |  |  |                                    |  |  |                      |  |
|                               |                 | Raniero Pannocchieschi              | Galdo Pannocchieschi |  |  |       |  |  |                                    |  |  |                      |  |
|                               |                 | Raniero Pannocchieschi              | Galdo Pannocchieschi |  |  |       |  |  |                                    |  |  |                      |  |
|                               |                 | Raniero Pannocchieschi              | …                    |  |  |       |  |  |                                    |  |  |                      |  |
| Camilla Pannocchieschi        |                 | Raniero Pannocchieschi              |                      |  |  |       |  |  |                                    |  |  |                      |  |
|                               |                 | …                                   | …                    |  |  |       |  |  |                                    |  |  |                      |  |
|                               |                 | …                                   | …                    |  |  |       |  |  |                                    |  |  |                      |  |
|                               |                 | …                                   | …                    |  |  |       |  |  |                                    |  |  |                      |  |
|                               |                 | …                                   |                      |  |  |       |  |  |                                    |  |  |                      |  |